# Detlef Müller (Fußballspieler, 1960)

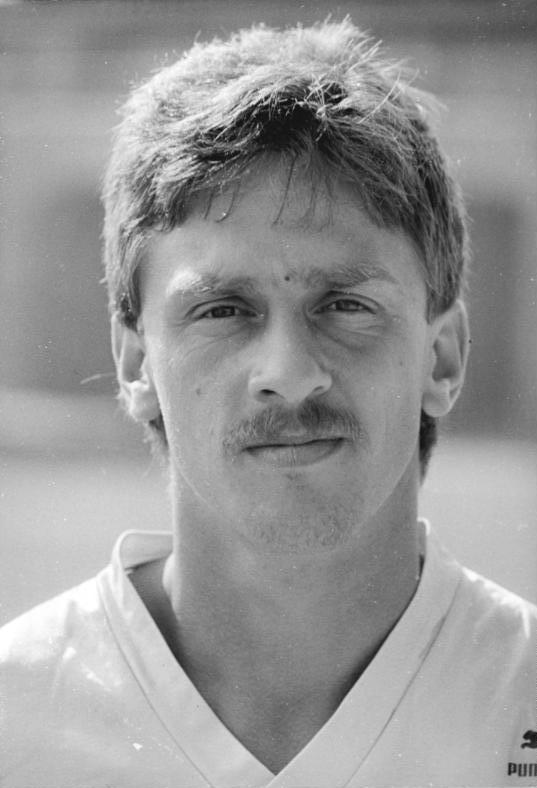
Detlef Müller (1990)

Detlef Müller (* 5. September 1960 in Döbeln) ist ein ehemaliger deutscher Fußballspieler.

## Sportlicher Werdegang
Detlef Müller begann mit sieben Jahren in seiner Heimatstadt Döbeln bei der BSG Motor Döbeln organisiert Fußball zu spielen. Mit 14 Jahren besuchte er für drei Jahre die Kinder- und Jugendsportschule in Leipzig. Anschließend kehrte er nach Döbeln zurück und absolvierte dort eine Lehre zum Werkzeugmacher. Bereits als 17-Jähriger spielte Müller in der Döbelner Männermannschaft, zuletzt in der drittklassigen Bezirksliga Leipzig. Zwischenzeitlich hatte er von 1974 bis 1977 in der Jugend- und Juniorenmannschaft des 1. FC Lokomotive Leipzig gespielt. 
Im Frühjahr 1980 wechselte der 1,80 m große etatmäßiger Verteidiger zu der in diesem Jahr in der zweitklassigen DDR-Liga spielenden BSG Chemie Böhlen. 1980 schaffte seine neue Mannschaft den Aufstieg in die DDR-Oberliga, konnte sich aber nur eine Saison lang in der Erstklassigkeit halten. Nach einem weiteren Jahr in der DDR-Liga stieg Detlef Müller 1982 mit Chemie erneut in die Oberliga auf, um nach einem Jahr erneut absteigen zu müssen. Als Böhlen zweimal hintereinander den Wiederaufstieg verpasste, wechselte Müller 1985 zum Oberligisten BSG Stahl Riesa. Nachdem er in Böhlen nur in 12 Oberligaspielen zum Zuge gekommen war, wurde er in seinem ersten Riesaer Jahr mit 22 Einsätzen sofort zum Stammspieler. In Riesa spielte Müller insgesamt drei Jahre und kam dabei auf 71 Oberligaeinsätze. 
Als Stahl Riesa nach der Saison 1987/88 absteigen musste, schloss sich Müller dem Oberligisten FC Karl-Marx-Stadt an. Hier erlebte er seine erfolgreichste Zeit, wurde im Team der „Himmelblauen“ zum Kapitän ernannt. Bereits in seinem ersten Jahr wurde er mit dem FCK Oberliga-Dritter, 1990 Vizemeister. Am 1. April 1989 stand er als Mittelfeldspieler im Finale um den DDR-Fußballpokal, das jedoch mit 0:1 gegen den ostdeutschen Serienmeister BFC Dynamo verlorenging. Durch seine guten Platzierungen qualifizierte sich der FCK 1989 und 1990 für den UEFA-Cup, dadurch kam Müller zu acht internationalen Einsätzen gegen Juventus Turin, Borussia Dortmund, Boavista Porto und den FC Sion. Als Müller 1991 die nun als Chemnitzer FC antretende Mannschaft verließ, hatte er dort 54 Punktspiele in der Oberliga absolviert. In der inzwischen zur Geschichte gewordenen DDR-Oberliga kam Müller in insgesamt 150 Spielen zum Einsatz. 
Anfang 1991 wechselte Müller dann zum VfB Leipzig, für den er 13 Spiele in der NOFV-Oberliga und in der Saison 1992 elf Spiele in der 2. Fußball-Bundesliga bestritt. Im Anschluss spielte er in der Oberliga Nordost noch eine Saison für den FC Wismut Aue, später kehrte er in seine Heimatstadt zurück und ließ beim Döbelner SC seine Laufbahn ausklingen.

## Stationen
- 1974 bis 1977: 1. FC Lokomotive Leipzig (Jugend)
- 1977 bis 1980: BSG Motor Döbeln
- 1980 bis 1985: BSG Chemie Böhlen
- 1985 bis 1988: BSG Stahl Riesa
- 1988 bis 1991: FC Karl-Marx-Stadt
- 1991 bis 1992: VfB Leipzig
- 1992 bis 1993: FC Wismut Aue
- Döbelner SC

## Statistik
- DDR/NOFV-Oberliga: 150 Spiele
- 2. Fußball-Bundesliga: 11 Spiele